# Chamaeleo eisentrauti
Chamaeleo eisentrauti är en ödleart som beskrevs av  Mertens 1968. Chamaeleo eisentrauti ingår i släktet Chamaeleo och familjen kameleonter. Inga underarter finns listade i Catalogue of Life.